# Reina ten Bruggenkate
Reina ten Bruggenkate (Rotterdam, 8 februari 1950) is een Nederlandse schrijfster.

## Leven en werk
Ten Bruggenkate begon op negentienjarige leeftijd een carrière in de dagbladjournalistiek, bij de Haagsche Courant en het Rotterdams Nieuwsblad. Hier specialiseerde ze zich op het gebied van gezondheidszorg en sociale aangelegenheden. Tot tweemaal toe ontving ze de dr. Flaumenhaftprijs. Na werkzaam te zijn geweest voor diverse tijdschriften, vertrok ze met haar gezin in 1984 naar Sri Lanka. Hier ontstond haar passie voor het schrijven van boeken en ontwikkelingswerk. In haar dertigste boek, De vergeten vrouw, komt het thema Sri Lanka terug. Sinds Ten Bruggenkate in Sri Lanka heeft gewoond, is zij als bestuurslid actief voor stichting SVHO en stichting Horizon Holland.
In 1996 debuteerde Ten Bruggenkate met haar eerste kinderboek. In haar carrière als schrijfster schreef Ten Bruggenkate bijna dertig kinderboeken. In 2001 verscheen haar eerste roman voor volwassenen, De schreeuw van de pauw, dat zich gedeeltelijk in Sri Lanka afspeelt. Op 28 november 2011 nam minister voor Immigratie en Asiel Gerd Leers het eerste exemplaar van De vergeten vrouw in perscentrum Nieuwspoort in ontvangst.
In 2011 werd Ten Bruggenkate voor haar werk als bestuurslid van twee hulporganisaties en voor leesbevorderende activiteiten benoemd tot ridder in de Orde van Oranje-Nassau. De leesbevorderende activiteiten bestaan uit het geven van lezingen op scholen en in bibliotheken aan kinderen van het basisonderwijs en het middelbaar onderwijs van de stichting Schrijvers School Samenleving. Tevens organiseert Ten Bruggenkate sinds 1994 de distributie van nieuwe kleding aan een netwerk van ongeveer 15 hulporganisaties die de kleding vervoeren en opsturen naar arme landen.